# Kanina Rock

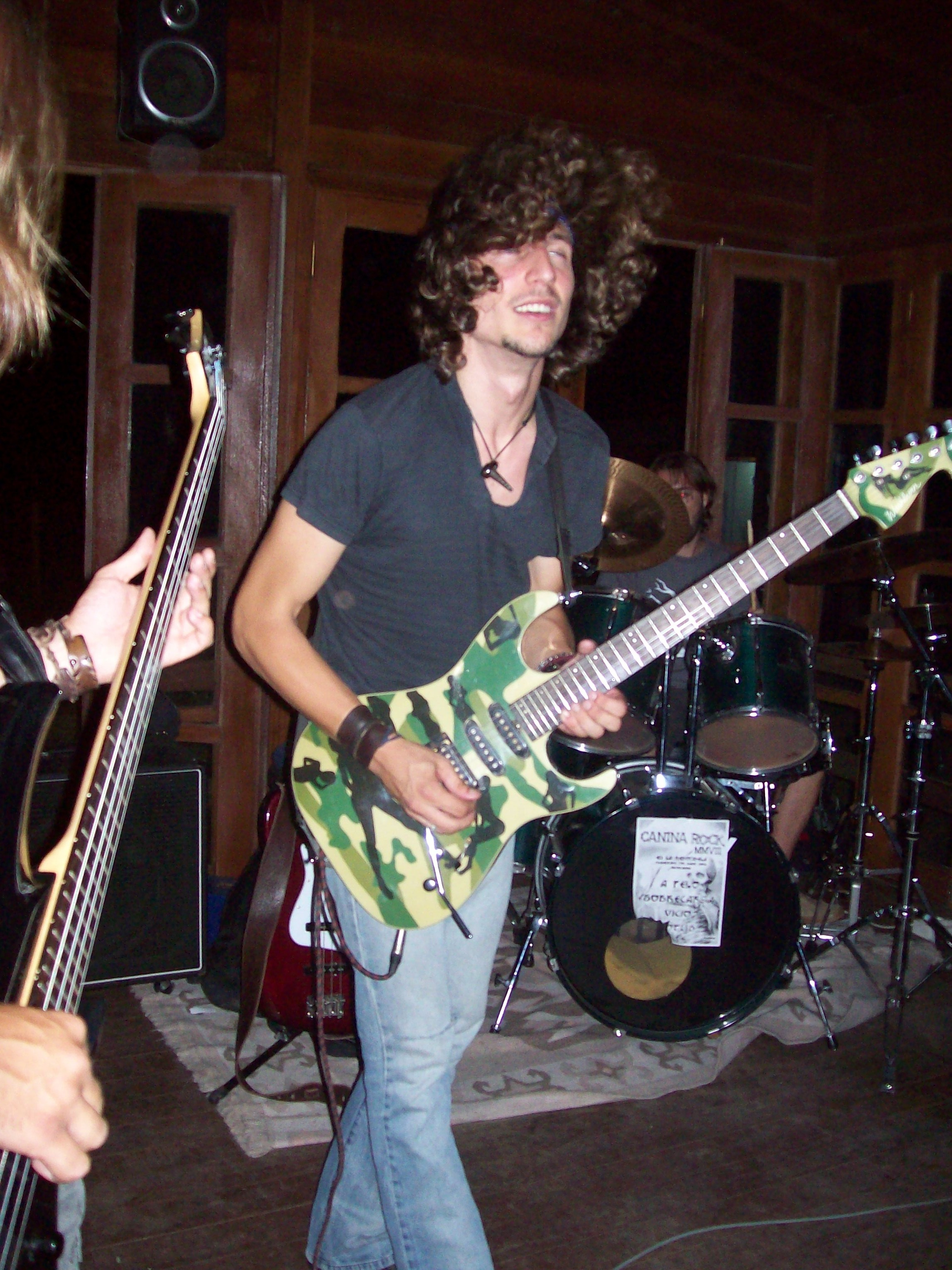
Insuficiencia, uno de los grupos que actuaron en el festival durante su edición inaugural de 2008.

El festival Kanina Rock es un evento anual de grupos de rock celebrado en el mes de agosto en la localidad onubense de La Redondela, España. La fecha suele coincidir con el tercer fin de semana de agosto. Su actividad, a diferencia de otros festivales, es diurna y nocturna, iniciándose la apertura de puertas con una comida ligera a mediodía y desarrollándose a continuación las actuaciones de los grupos asistentes desde finales de la mañana hasta altas horas de la noche. Su duración no sobrepasa los dos días de conciertos.
El festival ha conseguido afianzarse y atraer grupos internacionales, a pesar del contexto de crisis económica en que ha nacido, llegando a medios escritos y en línea de reputación en el sector como Indy Rock, Metalcry y Arte Rock o Laganzua, entre otros,
El festival es de acceso libre, organizándose en torno a los conciertos todo un conjunto de actividades que son las que lo hacen rentable: puntos de venta de productos artesanos, venta de ropa promocional del festival, servicios de acogida al visitante, etc. Todo incluye el atractivo añadido de varios lugares de acampada controlada, la playa a tan solo 2 km del recinto y la gastronomía de la zona.

## Origen y antecedentes
El festival es el resultado de aunar la afición con la diversión y la necesidad de dotar a la costa de Huelva de un festival de Rock, además de dar cabida a varios grupos locales y de la zona que deseaban también tener un espacio desde el que poder darse a conocer, un festival de grupos en directo. Además de la creación del festival, se crearon también dos bandas locales. Los antecedentes del festival se remontan a conciertos en chiringuitos de playa en la época estival y en las playas de la zona. El nombre, Kanina, hace referencia precisamente a la canina o esqueleto humano, lo cual ha sido motivo para llamar a sus asistentes  kaninos.
Como forma de articular el festival con el ayuntamiento de La Redondela, se crea una asociación, la asociación cultural Arte-Rock, de forma que con ella se puede canalizar la actividad roquera de la localidad enfocándola hacia lo constructivo, no exclusivamente relacionado con el festival.
El festival ha tenido gran apoyo institucional desde el principio. Existe un acuerdo con el ayuntamiento por el que este cede el espacio para actuaciones y la zona de servicios, las tarimas, los permisos y demás detalles burocráticos. El retorno al ayuntamiento proviene en forma de permisos de expedición de puestos ambulantes y difusión turística gracias al festival. La financiación económica proviene de los socios de la asociación cultural, de patrocinadores, así como de otros organizadores y colaboradores.

## Localización
El recinto donde se monta el festival está en la zona sur de La Redondela, en la salida hacia la carretera A-5054 y próximo a Isla Cristina, a unos 2.000 metros de la playa de La Redondela. El recinto está a unos 40 km de Huelva y 120 de Sevilla, bien comunicado a través de la A-49 con Portugal (a tan solo una hora de Faro) y la capital andaluza.

## Proyección

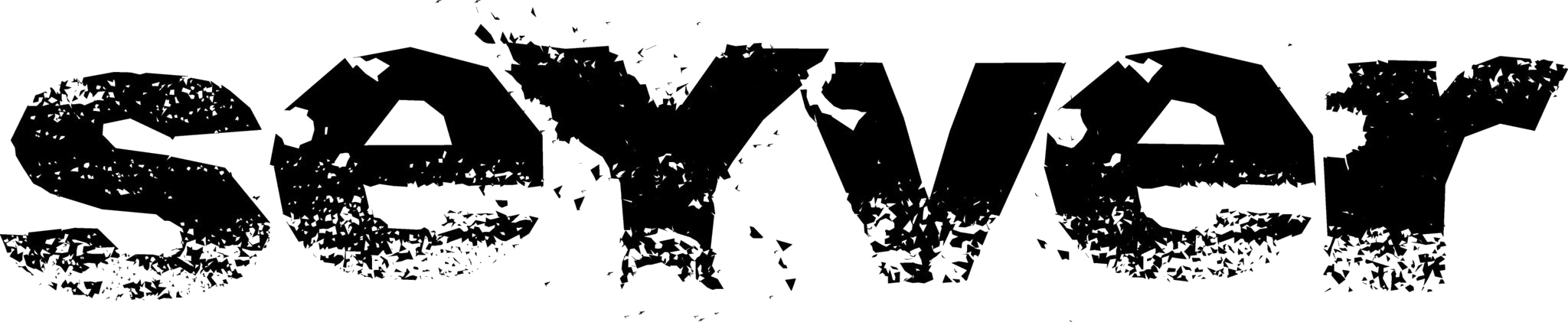
El grupo Seyver, de Almendralejo (Badajóz) actuó en el Kanina en 2012.

En la quinta edición, la de 2012, el festival comienza a estar asentado, no solo en el ámbito local, un efecto que se había conseguido incluso antes de su creación oficial, sino a nivel nacional, con grupos venidos de diversos lugares de la geografía nacional (Granada, Madrid, Badajoz, Jaén, Cádiz, Sevilla), incluyéndolo también en los programas de festivales nacionales en algunos medios, y finalmente y por vez primera en la quinta edición, con un grupo británico, The Mercy House, desde Londres. En algunos casos, el festival se ofrece para la presentación de discos, como A Broken State of Bliss, de los británicos ya mencionados The Mercy House. Este grupo viene también a consolidar al festival en un estilo Rock Metal, aunque también posee tintes Punk.
En la lista de grupos nacionales más conocidos se podrían incluir a los madrileños Layabouts, o los granadinos Chicken Congress.
Dado que Kanina Rock es gratuito y promovido íntegramente por la Asociación Cultural sin ánimo de lucro Arte-Rock, el festival se beneficia del apoyo consistorial y a decir por la crítica, se ha convertido en 

una cita estival que ha ido creciendo sobremanera año tras año y que en esta edición contará con un cartel de gran calidad y madurez.
Huelva Ya

La filosofía festiva y alejada de clichés comerciales le ha permitido diferenciarse de otros festivales, además de que ocupa el hueco en la Costa Occidental de Huelva que no habían logrado ocupar y mantener durante tantos años otros festivales efímeros ya desaparecidos. Han actuado igualmente grupos con proyección y potencial como Far’n'hate, Anvil of Doom o Guadalupe Plata. Ha compartido crítica con festivales muy consolidados y de larga trayectoria como Derrame Rock.

La cita de la Redondela, en Huelva, se consolida entre los festivales de pequeño formato
Musiquiátrico

En el festival, cuya entrada es gratuita, colabora el Consistorio redondelero, Según recogen los medios provinciales, la edición de 2012 consiguió una buena organización Finalmente, la asistencia cada año más amplia de público, llegando en 2010 a congregar el festival a más de 1000 visitantes, máxime importancia tiene el dato cuando la localidad no es turística, en la que no existen hoteles ni urbanizaciones turísticas, por lo que la localidad no crece en población durante los meses estivales. Finalmente, la evolución del festival ha sido muy positiva, ya que con respecto a la atracción de bandas interesadas en acudir, la relación de grupos locales frente a foráneos ha evolucionado de los tres a uno de la primera edición hasta llegar a la de 2012 con una relación de un grupo local por seis foráneos.

## Ediciones

### Edición inaugural (2008)
En la primera edición, organizada por jóvenes locales, se obtuvo una repercusión suficiente como para conseguir la continuidad del festival. En esta primera edición el ámbito de influencia fue mayoritariamente local con una representación minoritaria de fuera de la provincia (representado por un único grupo de Castellón). El 22 de agosto fue el día del evento de la primera edición. Aún no se consigue suficiente apoyo para un elaborado sistema de sonido y carpas, por lo que el festival se inicia con poco más que con lo que habían sido los antecedentes del mismo en años anteriores. Si antes de formalizarse algunas bandas tocaban en chiringuitos, ahora es uno de ellos donde se realiza el debut, el chiringuito de Pedro, en la playa de La Redondela, que queda a unos 2.000 metros de su posterior lugar de celebración cuando disfrutarán de medios y apoyos más amplios. Actuaron cuatro grupos:
- Insuficiencia (locales).
- Overdrive (anteriormente llamados "Sobrecarga") (locales).
- A Pelo (Jérica).
- Impacto (locales).

### II edición (2009)
Esta edición es la primera propiamente dicha en que existe una verdadera organización y dedicación desde varios organismos, incluido también el ayuntamiento de La Redondela. En el cartel de esta edición el blanco y el negro predominan sobremanera: una calavera blanca sobre fondo negro era básicamente el cartel anunciador junto al año y el nombre del festival. Los grupos que actuaron en esta ocasión comenzaron hacia las 17:30 y la última sesión fue en torno a la 1:30 de la madrugada. En esta edición se da un salto en cantidad, aunque también en calidad y organización. Mientras que en la primera edición solo un grupo venía de fuera de La Redondela, ahora son 7 los foráneos, en general de provincias limítrofes, aunque también empiezan a verse grupos de lugares tan alejados como Madrid. Los grupos actuantes fueron once:
- Miguel A. Molina (Badajoz). Cantautor.
- Pala Cazza (locales). Rock.
- Saliens Skills (Huelva). Metal.
- Slap 71 (Cartaya). Punk Rock.
- Resistencia Zero (Huelva). Metal.
- 100%pdo (Huelva). Punk Rock.
- Trapos sucios (Madrid). Rock and roll.
- Azaña (locales). Versiones de Rock español.
- Lunes (Sevilla). Pop-Rock.
- Impacto (locales). Garage rock.
- Overdrive (locales). Heavy-rock.

### III edición (2010)
Fue celebrado el 21 de agosto de 2010. En esta tercera edición se afianza la atracción de grupos de amplia trayectoria, como Justicia Divina, nacido en 1999 y con conciertos en su haber en varias ciudades europeas, entre ellas Bratislava. El estilo de este concierto estuvo moviéndose por el pop, el rock, el trash, el doom, el heavy y el punk, y actuaron los grupos:
- Antropofobia (Gibraleón).
- La Burla del Camaleón (locales).
- La Clave (Huelva).
- Miguel A. Molina (Badajoz). Cantautor.
- Impacto (locales).
- Far N’ Hate (Gerona). Hardcore/metal
- Overdrive (locales).
- Justicia Divina (Sevilla).
- Azaña (locales).
- Jadeo Sin Fin (Huelva).

### IV edición (2011)
En esta edición su ámbito de influencia fue claramente nacional, actuando grupos no solo autonómicos (venidos de las provincias de Jaén, Cádiz y Huelva), sino también de Madrid (Mother Sloth) y  Badajoz (Payasos Dopados). La celebración fue el día 20 de agosto, mientras que los grupos que asistieron al festival fueron 8, a saber:
- Lapsus (Badajoz).
- Bacum Cup (locales).
- Payasos Dopados (Badajoz).
- Anvil of Doom (Jerez).
- Echovolt (Chiclana de la Frontera).
- Guadalupe Plata (Úbeda).
- MotherSloth (Madrid).
- Automathica (Cartaya).

### V edición (2012)

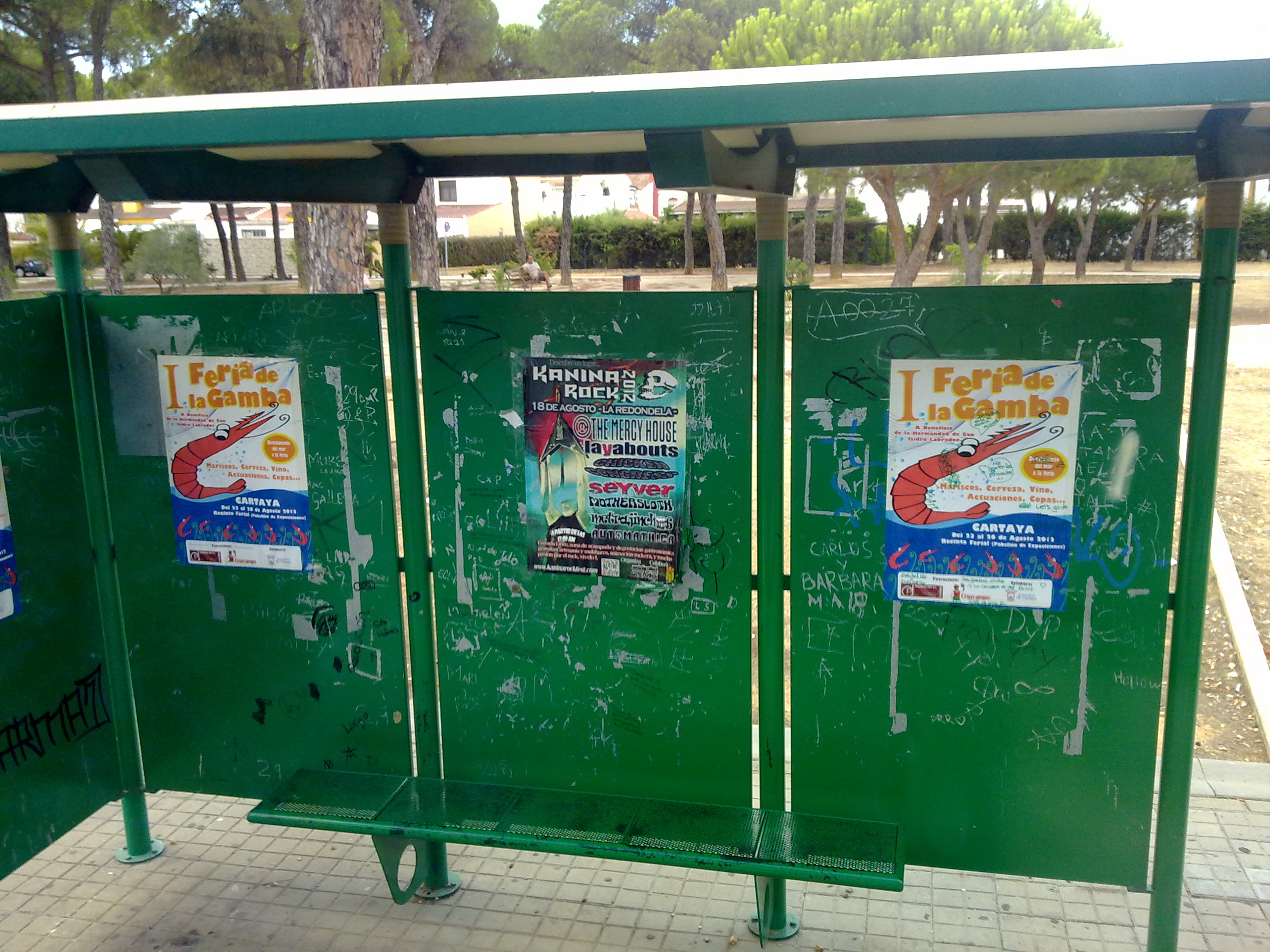
Cartel del Kanina Rock de 2012 en una marquesina de autobuses interurbanos en el área metropolitana de Huelva (Bellavista, Aljaraque).

Es en esta quinta edición cuando el festival da su salto internacional, consiguiendo atraer a los londinenses The Mercy House, e incluirse en la agenda de festivales nacionales en algunos medios, además de afianzarse otros grupos que repiten de otros años (Mother Sloth y Automathica). Así, los grupos van dejando de ser más locales para pasar a ser más foráneos. Se pasa de una relación local/foráneo en 2008 de 3/1 a otra de 1/6 en 2012. En ese año, el 18 de agosto fue la fecha de celebración elegida, ampliándose el número de servicios al visitante con zona de acampada regulada gratuita, incluyendo baños y duchas, además de zona de merchandising, puestos de alimentación y dos puntos de información al visitante. Si bien el número de participantes disminuye con respecto a otros años (siete grupos participantes), la actuación pasa a durar más y prolongarse durante casi toda la noche:
- Metrajinchos (locales).
- MotherSloth (Madrid).
- Seyver (Almendralejo).
- Chicken Congress (Granada).
- Layabouts (Madrid).
- The Mercy House (Londres).
- Automathica (Cartaya).

### VI edición (2013)
La novedad principal de esta edición fue la sorpresa de añadir un día más de festival. Siendo los días 23, con actuaciones de bandas locales, y 24 de agosto, con los grupos previstos en el cartel oficial. Este año destaca la actuación de un grupo clásico del rock español como los Viga directos de Madrid que aseguraron desde su web oficial:
Otra de las curiosidades de este evento fue el inicio de los conciertos del segundo día por la "Escuela de Rock" de La Redondela, donde los más pequeños de la localidad dieron un pequeño concierto.

#### Día 23
- Urko Uribe
- Barrio Konfliktivo
- Impacto
- Metrajinchos
- Azaña

#### Día 24
- Escuela De Rock (Locales).
- Sypnos (Huelva).
- Black TV (Huelva).
- The Milkyway Express (Sevilla).
- El Muerto (Huelva).
- Embersland (Barcelona).
- Viga (Madrid).

Notas
1. ↑  A falta de datos referenciados de ediciones posteriores, celebradas el 20 de agosto de 2011 y el 18 de agosto de 2012